# ويليام س. روجرز الثالث
ويليام س. روجرز الثالث (بالإنجليزية: William C. Rogers III)‏ هو ضابط أمريكي سابق في البحرية الأمريكية، ولد في 1 ديسمبر 1938 في فورت وورث في الولايات المتحدة. اشتهر لكونه قبطان سفينة يو إس إس فينسينز الحربية التي أسقطت طائرة ركاب (رحلة إيران للطيران رقم 655) في الخليج الفارسي بالخطأ، مما أسفر عن مقتل 290 مدنياً وخلق حدث دولي.